# Matilde di Carinzia
Matilde di Carinzia (1108 – 13 dicembre 1160 o 1161) fu una principessa della casa di Sponheim, figlia del duca Engelberto di Carinzia e di Ute di Passau. Fu madre di Adèle di Champagne, regina dei Franchi.

## Biografia
Poco si sa della vita di Matilde. I suoi antenati provenivano dalla Contea di Sponheim in Franconia, nel Ducato di Carinzia, come parte del seguito dell'imperatore Corrado II il Salico.
Suo padre, il conte Engelberto II di Sponheim († 1141), attraverso il matrimonio con Uta, figlia del burgravio Ulrico di Passau, ottenne numerosi possedimenti intorno a Kraiburg in Baviera. In Carinzia gli Sponheim fondarono intorno al 1091 l'abbazia di St. Paul im Lavanttal. Engelberto fu nominato margravio d'Istria da Enrico V del Sacro Romano Impero nel 1108; assistette all'incoronazione imperiale di Enrico il 13 aprile 1111 e alla conclusione del Concordato di Worms nel 1122. L'anno successivo fu nominato duca di Carinzia e margravio di Verona, succedendo al fratello maggiore Enrico IV.
Nel novembre 1125, alla Dieta di Ratisbona convocata dal nuovo re Lotario III, gli emissari del conte Tebaldo IV di Blois chiesero la mano di Matilde. L'unione fu organizzata con l'aiuto dell'ecclesiastico Norberto di Xanten.
Nel 1151 o 1152, probabilmente dopo la vedovanza, fondò con Eloisa, badessa del Paracleto, l'abbazia di La Pommeraie. Quando morì, nel 1160, fu sepolta nella chiesa della stessa abbazia.
Dal suo matrimonio con Tebaldo nacquero:
- Enrico (1126-1182), conte di Champagne e di Brie;
- Maria di Blois (1128-1190), sposa nel 1145 Oddone II duca di Borgogna;
- Mahaut (?-v.1130), morta giovane;
- Tebaldo V di Blois (1130-1191), conte di Blois e di Chartres, connestabile di Francia;
- Isabella di Blois (1130-c.1180), forse moglie di Ruggero III di Puglia; poi sicuramente moglie dal 1150 di Guillaume IV de Gouët, signore di Montmirail;
- Stefano (1133-1191), conte di Sancerre;
- Guglielmo dalle Bianche Mani (1135-1202), arcivescovo di Reims, cardinale e legato pontificio;
- Agnese (1138-1207), sposa nel 1155 Rinaldo II, conte di Bar;
- Matilde (?-1184), sposa prima del 1160 Rotrou IV, conte di Perche;
- Adèle (1140 - 4 giugno 1206), sposa nel 1160 Luigi VII di Francia;
- Margherita, religiosa dell'abbazia di Fontevrault.

È menzionata nel necrologio della cattedrale di Notre-Dame de Chartres con questa citazione: "Decorem domûs Dei diligens, huic ecelesioe-plura contulit ornamenta".